# Műugrás az 1908. évi nyári olimpiai játékokon
Az 1908. évi nyári olimpiai játékokon a műugrásban két versenyszámban avattak olimpiai bajnokot.

## Éremtáblázat
(A táblázatokban a rendező ország csapata és a magyar csapat eltérő háttérszínnel, az egyes számoszlopok legmagasabb értéke, vagy 
értékei vastagítással kiemelve.)
| Az 1908. évi nyári olimpiai játékok éremtáblázata műugrásban | Az 1908. évi nyári olimpiai játékok éremtáblázata műugrásban | Az 1908. évi nyári olimpiai játékok éremtáblázata műugrásban | Az 1908. évi nyári olimpiai játékok éremtáblázata műugrásban | Az 1908. évi nyári olimpiai játékok éremtáblázata műugrásban | Olimpia  |
| ------------------------------------------------------------ | ------------------------------------------------------------ | ------------------------------------------------------------ | ------------------------------------------------------------ | ------------------------------------------------------------ | -------- |
|                                                              | Ország                                                       | Arany                                                        | Ezüst                                                        | Bronz                                                        | Összesen |
| 1.                                                           | Németország (GER)                                            | 1                                                            | 1                                                            | 1                                                            | 3        |
| 1.                                                           | Svédország (SWE)                                             | 1                                                            | 1                                                            | 1                                                            | 3        |
| 3.                                                           | Egyesült Államok (USA)                                       | 0                                                            | 0                                                            | 1                                                            | 1        |
|                                                              |                                                              |                                                              |                                                              |                                                              |          |
| Összesen                                                     | Összesen                                                     | 2                                                            | 2                                                            | 3                                                            | 7        |

## Érmesek
| Az 1908. évi nyári olimpiai játékok érmesei műugrásban |                                      |                                   |                                                                         |
| Versenyszám                                            | Arany                                | Ezüst                             | Bronz                                                                   |
| Műugrás                                                | Albert Zürner · Németország (GER)    | Kurt Behrens · Németország (GER)  | George Gaidzik · Egyesült Államok (USA)Gottlob Walz · Németország (GER) |
| Toronyugrás                                            | Hajlmar Johansson · Svédország (SWE) | Karl Malmström · Svédország (SWE) | Arvid Spangberg · Svédország (SWE)                                      |